# Окфен
Окфен (њем. Ockfen) општина је у њемачкој савезној држави Рајна-Палатинат. Једно је од 103 општинска средишта округа Трир-Сарбург. Према процјени из 2010. у општини је живјело 623 становника. Посједује регионалну шифру (AGS) 7235098.

## Географски и демографски подаци
Окфен се налази у савезној држави Рајна-Палатинат у округу Трир-Сарбург. Општина се налази на надморској висини од 170 метара. Површина општине износи 2,5 km². У самом мјесту је, према процјени из 2010. године, живјело 623 становника. Просјечна густина становништва износи 253 становника/km².